# Maciej Pisarski
Maciej Pisarski – polski dyplomata, ambasador RP w Pakistanie (od 2021).

## Życiorys
Maciej Pisarski ukończył studia historyczne na Uniwersytecie Warszawskim. Jest także absolwentem Krajowej Szkoły Administracji Publicznej (VI Promocja, 1998). W kwietniu 1998 rozpoczął pracę w Ministerstwie Spraw Zagranicznych. Kilkukrotnie przebywał w Ambasadzie w Waszyngtonie, pełniąc funkcję zastępcy szefa placówki, a także chargé d’affaires w Stanach Zjednoczonych (od 29 lipca do 21 września 2012 oraz w 2016).
W centrali MSZ sprawował stanowisko desk officera ds. Stanów Zjednoczonych, zastępcy dyrektora Departamentu Ameryk, zastępcy dyrektora i p.o. dyrektora (2008–2010) oraz dyrektora Departamentu Strategii Polityki Zagranicznej (2018–2021). Pełnił także funkcję pełnomocnika ministra do spraw kontaktów z diasporą żydowską (ok. 2017–2018) oraz przewodniczącego polskiej delegacji w Międzynarodowym Sojuszu na rzecz Pamięci o Holokauście. Członek Rady Polskiego Instytutu Spraw Międzynarodowych oraz Instytutu Europy Środkowej (od 2019). W 2021 został mianowany ambasadorem w Pakistanie. Stanowisko objął 14 października 2021.
Za osiągnięcia w służbie zagranicznej i współpracy międzynarodowej w 2013 został odznaczony Złotym Krzyżem Zasługi